# Media Bohemia
MEDIA BOHEMIA a.s. je jedna z nejvýznamnějších českých mediálních společností provozující rozhlasové vysílání. Jejími vlastníky a zároveň zakladateli jsou Daniel Sedláček a Jan Neuman. Vlastní skupinu Hitrádií (Hitrádio City 93,7 FM, Hitrádio City Brno, Hitrádio Contact, Hitrádio Černá Hora, Hitrádio Faktor, Hitrádio FM Plus, Hitrádio North Music, Hitrádio Orion, Hitrádio Vysočina, Hitrádio Zlín), Rádio Blaník, Rock Radio, Fajn Radio, Oldies Radio a Rádio Helax.
Stanice v jednotlivých celcích si zachovávají samostatnost. Každé rádio je řízeno lokálním managementem, který vytváří vlastní programovou podobu a rozhoduje o marketingové strategii stanice. Moderátoři přinášejí ve vysílání aktuální informace o dění v regionu.

## Historie
Společnost byla založena v roce 2003 jako společnost pod názvem Stamford Managing, po roce 2007 byla transformována na společnost Media Bohemia, a.s.
V roce 2004 se součástí skupiny stalo Fajn Radio, Rádio OK a Rádio Most. V červnu téhož roku získává Stamford Managing podíl v Rádiu Agara. V roce 2005 přebírá stanice do té doby zastupované společností RadioNet National, majetkově vstupuje do Radia North Music, Rádia Labe a Rádia Life. Získává Rádio Crystal, Rádio Metuje a Rádio Děčín, díky němuž začíná vznikat rodina Hitrádií. Roku 2006 Stamford Managing získává Hitrádio Orion, Hitrádio FM Plus, Hitrádio Faktor, Rádio Šumava, Eldorádio, Fajn Radio Hity, Rádio Apollo a Hitrádio Dragon. 1. října téhož roku proběhl převod společností Trilobum Media, Faktor Media, Radio Media, BDG, Proradio a MMS do nově vzniklé společnosti Media Marketing Services a.s. Roku 2008 byla spuštěna skupina Rock Radií, která vznikla v průběhu podzimu na základech rádií Rock Radio Šumava, Rock Radio Prácheň a Rock Radio Gold. Dochází také k zisku Rádia Orlík v Jižních Čechách a Radia Ethno. Roku 2013 se Rádio Valašsko proměnilo na Rádio Blaník. MMS přibírá do portfolia Rádio Haná, Rádio Zlín, Rock Max, Rádio Krokodýl, Free Radio, Rádio Jih, Rádio Černá Hora a Rádio Jihlava. V roce 2014 se součástí stává nově vzniklé mediální zastupitelství Radiohouse. V roce 2016 Media Bohemia získala poloviční podíl v Rádiu Z. Roku 2017 se Radio City 93,7 FM mění na Hitrádio City 93,7 FM. V roce 2018 se Rádio Černá hora mění na Hitrádio Černá Hora. 9. listopadu 2020 Rádio Helax a Radio Rubi nahradio Rádio Blaník, které nově pokrývá zhruba 90% území Česka. Roku 2021 je dokončena akvizice Rock Maxu a Rádia Zlín, ze kterého se stává Hitrádio Zlín.
16. března 2021 společnost podala žádost o změnu licenčních podmínek Radia Contact Liberec související s převzetím stoprocentního podílu, kterou obdržela Rada pro rozhlasové a televizní vysílání. Od 6. září 2021 začala stanice vysílat pod novým názvem Rádio Blaník Liberec.
Od 1. října 2021 (oficiálně od 4. října) začala stanice Rock Max vysílat pod názvem Rock Radio, které novými kmitočty rozšířilo pokrytí na Moravu.
Dne 22. března 2022 byla spuštěna rozhlasová stanice Rádio Ukrajina.
V létě 2025 začaly vysílat v DAB+ nové stanice Český Blaník a Hitrádio 90.